# 栄村 (山形県東田川郡)
栄村（さかえむら）は山形県東田川郡にあった村。現在の庄内町の西端、京田川右岸にあたる。

## 地理
- 河川：京田川

## 歴史
- 1876年（明治9年） - 家居新田村、関根村、落合村が合併し家根合村が発足[1]。
- 1889年（明治22年）4月1日 - 町村制の施行により、杉浦村、高田麦村、家根合村、宮曽根村、深川村、西野村および門田村の一部（現・久田）の区域をもって栄村が発足[2]。
- 1893年（明治26年）5月23日 - 大字門田を久田に改称する[3]。
- 1894年（明治27年）10月22日 - 庄内地震により村内21人死亡、104戸が全壊[4]。
- 1913年（大正2年）8月28日 - 京田川洪水により家根合で被害発生[5]。
- 1952年（昭和27年）8月1日 - 余目町との境界を変更[6]。
- 1954年（昭和29年）12月1日 - 余目町・大和村・十六合村・常万村・八栄里村と合併し、改めて余目町が発足、同日栄村廃止[7]。

## 地名
大字内の箇条書きは、小字の名前を示す。小字の出典は『山形県地名録』259-260頁による。

### 大字家根合
前身となる家根合村は、1876年に家居新田村・関根村・落合村が合併し、各村から1文字を取り名付けられた。
- 家根合（かねあい）
- 菖蒲島（あやめじま） - 家居新田村の旧称。この地の開発当初に菖蒲が繁茂していたため名付けられた。
- 大下 - 村の一番下にあるため名付けられた[8]。
- 道下 - 酒田街道の下にあるため名付けられた[8]。
- 中荒田
- 荒田
- 落合裏
- 北裏
- 北前
- 五輪塚
- 水門前
- 中割
- 二番割
- 沼田
- 村西
- 四ツ屋前
- 四ツ屋裏
- 六枚田

### 大字久田
旧門田村のうち新堀村へ編入していない地域である。
小字：久田（きゅうでん）・大坪・下大曽野・大曽野・寺前・中曽美

### 大字杉浦
小字：杉浦・荒田・ガクチ・小苅坪・杉野・諏訪ノ前・畑崎

### 大字高田麦
小字：高田麦・大嶋・桑田・田中・西田・馬場・前田元

### 大字宮曽根
小字：宮曽根・家ノ前・外草田・内草田・大東・金沼・新田・大割・中割・二本柳・三本柳・東前・宮ノ前

### 大字深川
小字：深川・新田（あらだ）・一本木下・大縄場・於曽野・漕越沼・沼田

### 大字西野
小字：西野・家萱谷地・家ノ下・井戸淵・内畠・大割・上川原・北田・辰尾・土手脇・中嶋・八反割・東前・広身・道下・宮ノ下

## 村長
| 代 | 氏名         | 就任年月日                | 退任年月日                 | 備考             |
| -- | ------------ | ------------------------- | -------------------------- | ---------------- |
| 1  | 上野多右衛門 | 1890年（明治23年）        | 1896年（明治29年）         | 町村制施行       |
| 2  | 白旗源士     | 1897年（明治30年）        | 1901年（明治34年）         |                  |
| 3  | 佐藤祐太郎   | 1901年（明治34年）        | 1905年（明治38年）         |                  |
| 4  | 白旗源士     | 1905年（明治38年）        | 1913年（大正2年）11月19日  |                  |
| 5  | 佐藤信古     | 1913年（大正2年）12月     | 1941年（昭和16年）2月26日  |                  |
|    | 舟山光雄     | 1941年（昭和16年）3月     | 1941年（昭和16年）8月      | 村長職務管掌代行 |
| 6  | 富樫利蔵     | 1941年（昭和16年）8月1日  | 1943年（昭和18年）7月5日   |                  |
| 7  | 斎藤傳次郎   | 1943年（昭和18年）9月     | 1947年（昭和22年）3月      |                  |
| 8  | 高橋藤雄     | 1947年（昭和22年）4月6日  | 1948年（昭和23年）6月25日  |                  |
| 9  | 金内政治     | 1948年（昭和23年）8月23日 | 1951年（昭和26年）4月      |                  |
| 10 | 中野五兵衛   | 1951年（昭和26年）5月23日 | 1954年（昭和29年）11月30日 | 栄村廃止         |

## 人口
1950年国勢調査による。
- 世帯数：344戸
- 人口：2,331人
- 人口密度：266人/km2
- 男女比：女性100人に対し男性93.6人。この数値は、現在庄内町になっている9町村の中で、清川村に次いで2番目に低い。

## 産業
主な産業は農業であった。農業戸数は1953年時点で299戸、うち専業農家は215戸であった。米の年間収穫高は1939年で612,912円であった。

## 教育
- 栄村立栄小学校[14] - 1953年時点で学級数8組、児童数319人[15]。
- 余目町他三ヶ村組合立余目中学校[16] - 余目町に設置されていた[17]。1953年時点で学級数22組、生徒数1,063人[15]。

- 栄村図書館[18] - 1928年4月11日創立[19]